# De antiquitate litterarum
Il De antiquitate litterarum libri II, o più semplicemente De antiquitate litterarum, è un'opera di Marco Terenzio Varrone, non pervenuta, composta nei primi decenni del I secolo a.C. (probabilmente nell'84 a.C.) e appartenente al gruppo di studi storico-letterari e filologici dell'erudito reatino.
Quest'opera, composta da due libri e dedicata al poeta tragico Lucio Accio, trattava di questioni di ortografia e sull'origine dell'alfabeto latino: la sua invenzione, il numero, il nome e l'ordine di ciascuna littera.